# Malá Ida
Malá Ida (ungarisch Kisida) ist eine Gemeinde im Osten der Slowakei mit 2010 Einwohnern (Stand 31. Dezember 2024). Sie liegt im Okres Košice-okolie, einem Teil des Košický kraj.

## Geografie
Die Gemeinde liegt unmittelbar westlich der Großstadt Košice. Das etwa 10 km² große Gemeindegebiet umfasst einen Talabschnitt der Ida. Der namengebende Fluss tritt wenige Kilometer südlich von Malá Ida aus den südöstlichen Ausläufern des Slowakischen Erzgebirges in das flache Gelände des Talkessels Košická kotlina ein. Östlich der Ida ist das Gemeindeareal auf einer Länge von sechs Kilometern von dichten Laubwäldern bedeckt. Das Ortszentrum liegt auf einer Höhe von 292 m n.m., die höchsten Punkte im Gemeindegebiet bilden die Erhebungen Stavenčik im Südosten mit 341 m sowie Kodydóm im Südwesten (362 m über dem Meer).
Nachbargemeinden von Malá Ida sind Bukovec im Norden, Veľká Ida im Norden, Baška im Nordosten, Košice (Stadtteile Lorinčík und Poľov) im Osten, Košice-Šaca im Süden sowie Šemša im Westen.
Das Pendant zu Malá Ida – die Gemeinde Veľká Ida (Groß-Ida) – liegt etwa acht Kilometer flussabwärts.

## Geschichte
Im Jahr 1280 wurde das Dorf erstmals schriftlich als Feld Ida erwähnt. Im Jahr 1300 ist in einem Dokument von Ländereien namens Omodeus dictus Fejes de Ida die Rede. Für das Jahr 1324 ist der Betrieb einer Wassermühle bezeugt.
1910 lebten in Kisida 437 mehrheitlich slowakischsprachige Personen, mit einer ungarischsprachigen Minderheit. Bis zum Vertrag von Trianon gehörte das Dorf zum Komitat Abaúj-Torna im Königreich Ungarn, von da an gehörte Malá Ida / Kisida wie alle im Komitat Abaúj-Torna liegenden Orte zur Tschechoslowakei. Nach dem Ersten Wiener Schiedsspruch lagen diese Gemeinden von 1938 bis 1945 noch einmal in Ungarn.
Im Jahr 1406 gelangte Malá Ida zusammen mit dem nahen Šebastovce an das Zipser Kapitel.

## Bevölkerung
| Jahr                | 1994 | 2004     | 2014     | 2024     |
| ------------------- | ---- | -------- | -------- | -------- |
| Anzahl der Personen | 831  | 1187     | 1477     | 2010     |
| Unterschied         |      | +42,83 % | +24,43 % | +36,08 % |

| Jahr                | 2023 | 2024    |
| ------------------- | ---- | ------- |
| Anzahl der Personen | 1972 | 2010    |
| Unterschied         |      | +1,92 % |

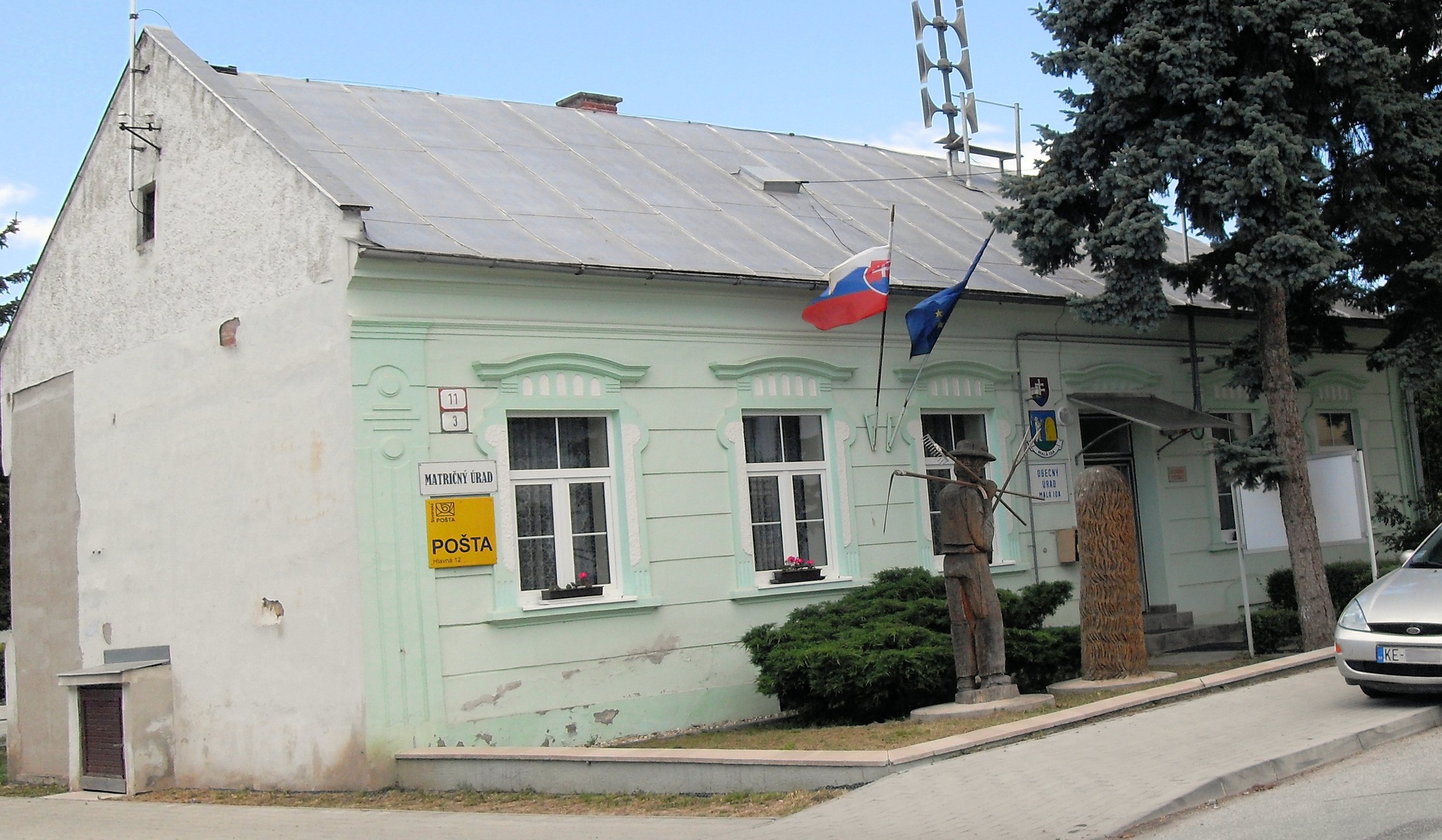
Gemeindeverwaltung und Poststelle

Nach den Ergebnissen der Volkszählung 2001 lebten in Malá Ida 1035 Einwohner, davon
- 97,97 % Slowaken,
- 0,77 % Roma.

88,9 % der Bewohner bekannten sich zur römisch-katholischen Kirche.

## Sehenswürdigkeiten
- Die römisch-katholische Kirche Mariä Heimsuchung (Rímskokatolícky kostol Navštívenia Panny Márie) steht in der Ortsmitte. An gleicher Stelle ist bereits für 1347 eine steinerne Kirche ohne Turm urkundlich belegt.

Kirche Mariä Heimsuchung in Malá Ida
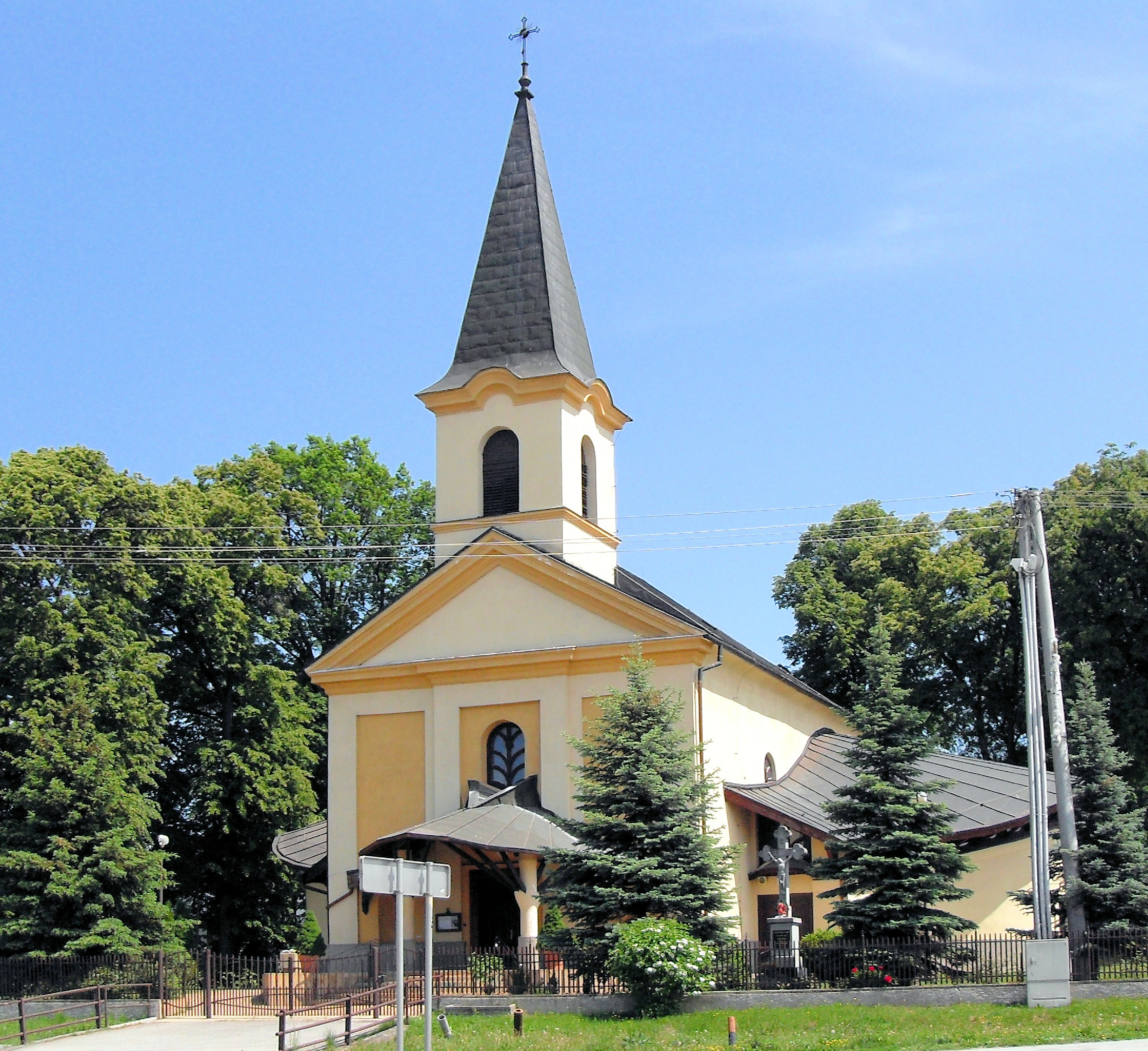
Westseite
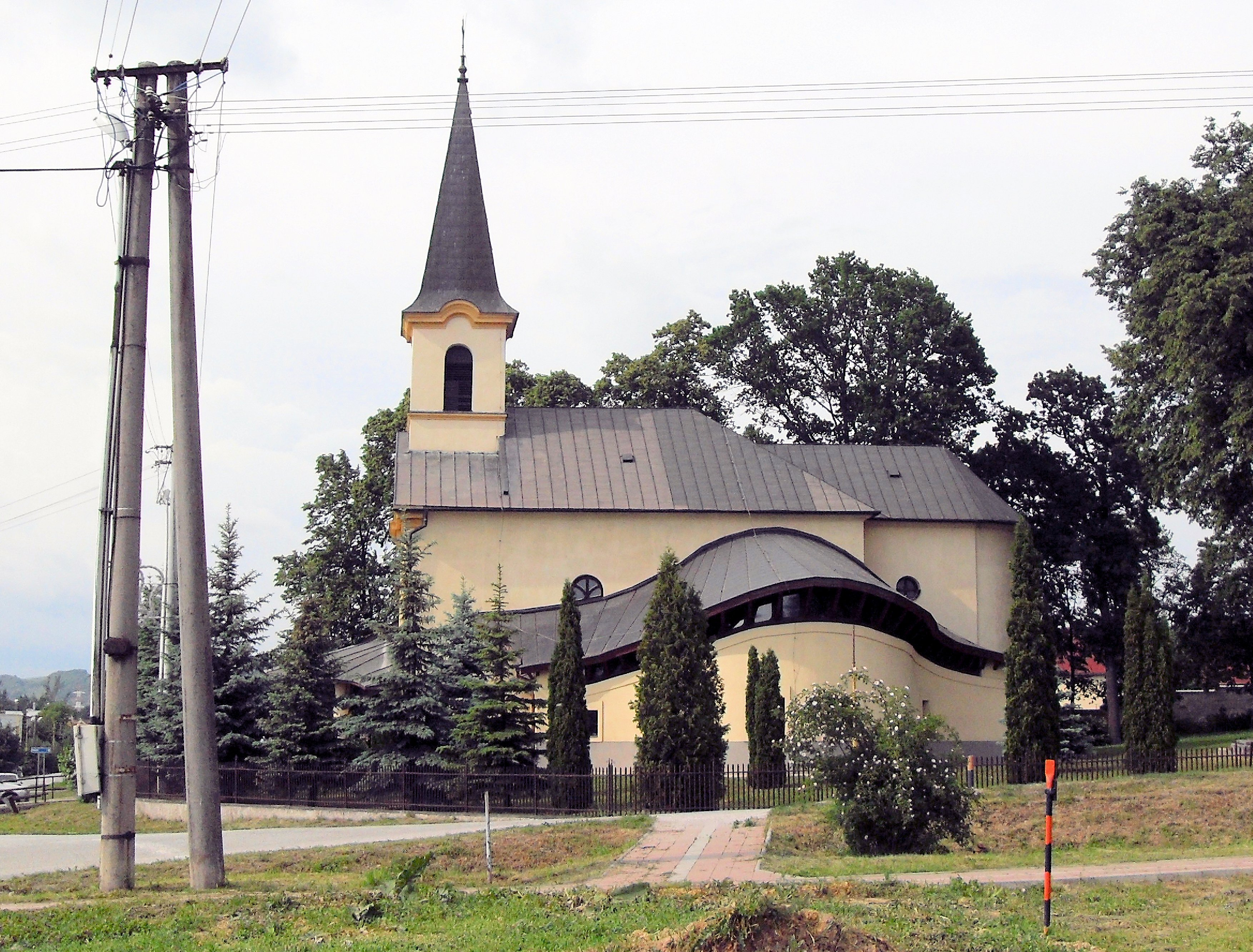
Südseite

## Wirtschaft und Infrastruktur
Neben Land- und Forstwirtschaft spielt zunehmend der Tourismus (Hotel- und Gaststättengewerbe) eine wichtige Rolle in Malá Ida. Zudem gibt es im Ort einen Lebensmittelbetrieb, der Pasta herstellt.
Die Einwohner arbeiten in der Industrie, im Einzelhandel oder im Tourismusbereich oder pendeln in die nahe Großstadt Košice. Seit einigen Jahren ist Malá Ida ein bevorzugter Eigenheim-Standort für Bewohner Košices, die Ruhe suchen und trotzdem die Vorzüge der Großstadt nicht missen wollen. Dazu tragen auch die guten Angebote des öffentlichen Nahverkehrs bei.
Durch das Gemeindegebiet verläuft die Fernstraße von Košice nach Jasov (Landstraße 548). Diese wird in Malá Ida gekreuzt von der Landstraße von Bukovec nach Šaca.

## Belege
1. ↑  Hustota obyvateľstva - obce [om7014rr_obc=AREAS_SK, v_om7014rr_ukaz=Rozloha (Štvorcový meter)]. Statistical Office of the Slovak Republic, 31. März 2025, abgerufen am 31. März 2025 (slowakisch).
2. ↑  Počet obyvateľov podľa pohlavia - obce (ročne) [om7101rr_obce=AREAS_SK]. Statistical Office of the Slovak Republic, 31. März 2025, abgerufen am 31. März 2025 (slowakisch).
3. ↑  Geschichtsabriss auf malaida.sk (slowakisch)
4. 1 2  Počet obyvateľov podľa pohlavia - obce (ročne) [om7101rr_obce=AREAS_SK]. Statistical Office of the Slovak Republic, 31. März 2025, abgerufen am 31. März 2025 (slowakisch).
5. ↑  Statistische Daten auf statistics.sk/mosmis (Seite nicht mehr abrufbar, festgestellt im April 2019. Suche in Webarchiven)  Info: Der Link wurde automatisch als defekt markiert. Bitte prüfe den Link gemäß Anleitung und entferne dann diesen Hinweis. (slowakisch)